# Рідина очищення дизельних вихлопних газів

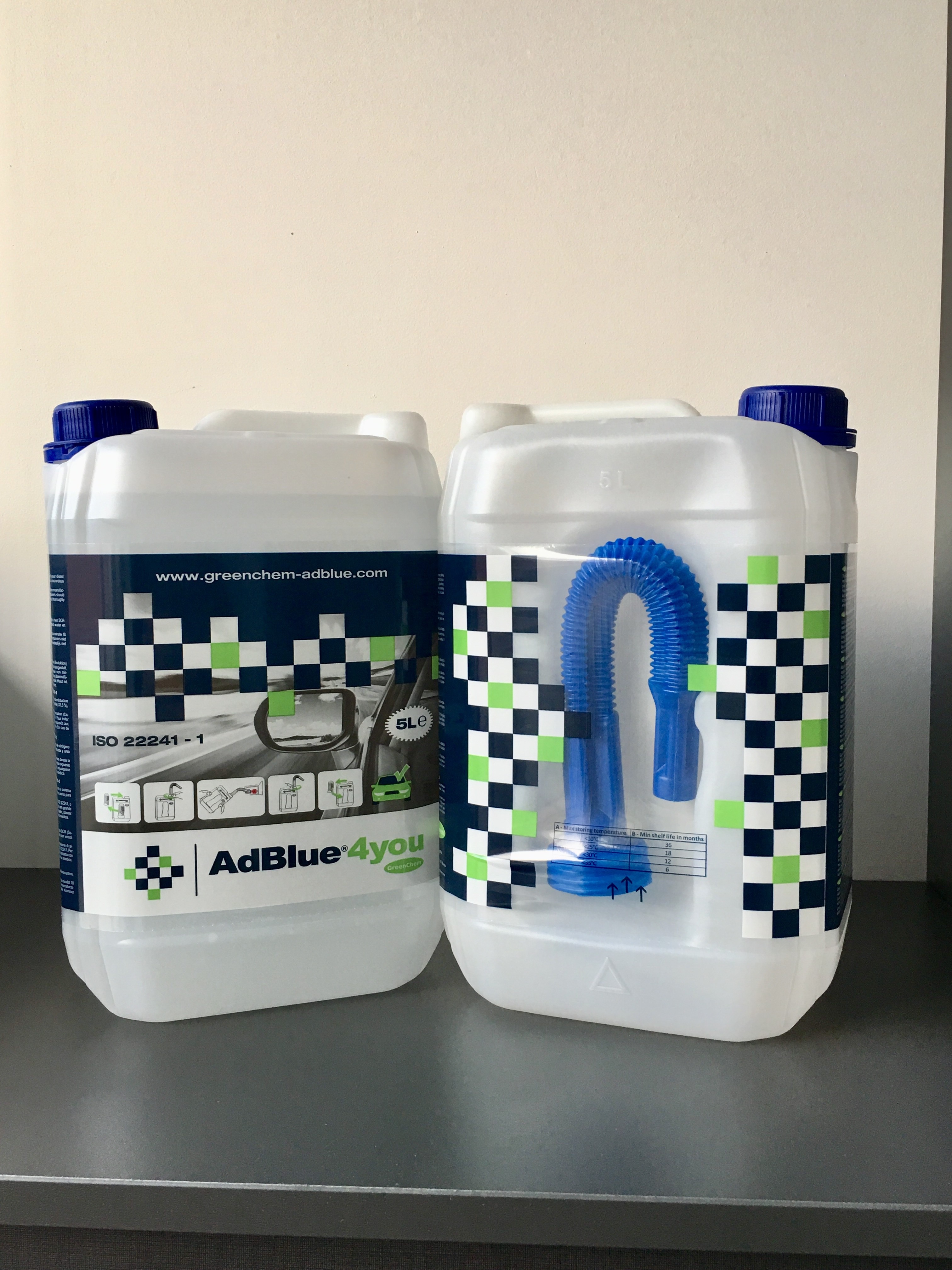
Рідина очищення дизельних вихлопних газів в каністрі об'ємом 5 л

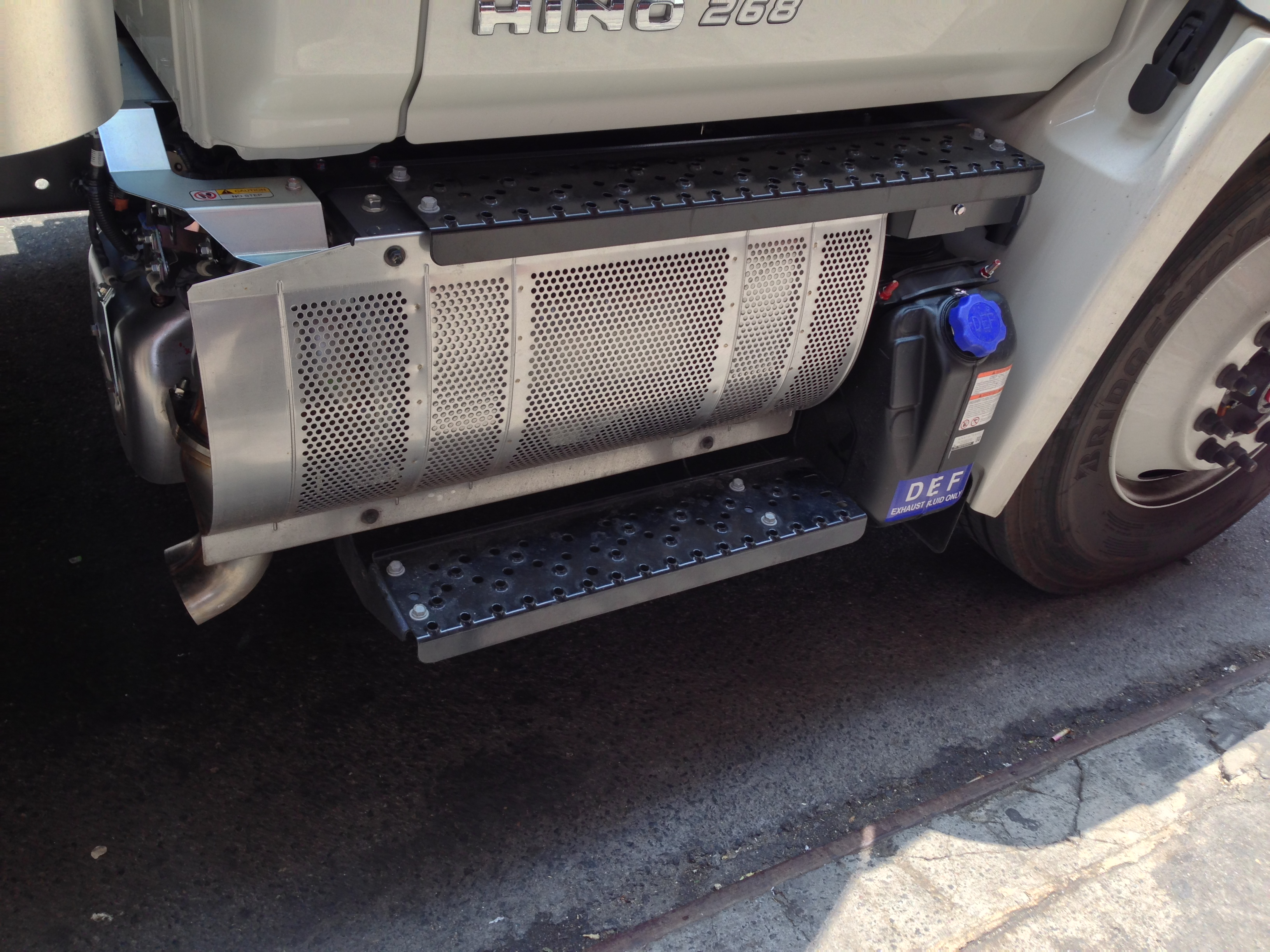
Вантажівка Hino та її SCR поруч із дизельним сажевим фільтром (DPF) з процесом регенерації за допомогою пізнього впорскування палива для контролю температури вихлопу та спалення сажі

Рідина очищення дизельних вихлопних газів (DEF від анг. Diesel exhaust fluid; також відома як AUS 32 і продається як AdBlue) — це рідина, що використовується для зменшення кількості забрудненого повітря дизельним двигуном. Зокрема, DEF — це водний розчин сечовини, виготовлений із 32,5 % сечовини та 67,5 % деіонізованої води. DEF споживається при вибірковій каталітичній нейтралізації (SCR від анг. Selective Catalytic Reduction), що знижує концентрацію оксидів азоту (NOx) у вихлопних газах дизельного двигуна.

## Інші імена
У міжнародному стандарті, що визначає DEF (ISO 22241), він позначається як AUS 32 (водний розчин сечовини 32 %). DEF також продається як AdBlue, зареєстрована торгова марка Асоціації автомобільної промисловості Німеччини (VDA).
Існує декілька SCR систем котрі використовують DEF: BlueHDI використовується транспортними засобами Group PSA, включаючи марки Peugeot, Citroen та DS Automobiles; BlueTec від Daimler AG ; та FLENDS (Нова дизельна система з остаточним низьким рівнем викидів) від UD Trucks.

## Передумови
Дизельні двигуни можуть працювати зі збідненою сумішшю співвідношення повітря-паливо (Над-стехіометричне співвідношення), щоб забезпечити повне згорання сажі та запобігти виснаженню незгорілого палива. Надлишок повітря обов'язково призводить до утворення NOx від азоту в повітрі, які є шкідливими забруднювачами. SCR використовується для зменшення кількості NOx який викидається в атмосферу. DEF з окремого резервуара впорскується у вихлопну трубу. У каталізаторі SCR NOx за допомогою аміаку перетворюються у воду та азот, котрі менше забруднюють навколишнє середовище. Потім вода і азот викидаються в атмосферу через вихлоп.
Кількість впорскування DEF у вихлопні гази залежить від конкретної системи післяочищення, але зазвичай становить 2–6 % від обсягу споживання дизельного палива. Такий низький рівень дозування забезпечує тривалі інтервали заправки рідини та мінімізує розмір ємності (та мінімальні зміни в устаткуванні автомобіля). Електронний блок управління регулює додавання рідини відповідно до таких параметрів, як робоча температура та швидкість обертання двигуна.

## Хімічний склад
DEF — це 32,5 % розчин сечовини (NH2)2CO. Коли він вводиться в гарячий потік відпрацьованих газів, вода випаровується, а сечовина термічно розкладається з утворенням аміаку (NH3) та ізоціанової кислоти (HNCO):
(NH2)2CO → NH3 + HNCO
Ізоціанова кислота реагує з водяною парою і гідролізується на діоксид вуглецю та аміак:
HNCO + H2O → CO2 + NH3
Узагальнена реакція:
(NH2)2CO + H2O → 2 NH3 + CO2
Аміак у присутності кисню та каталізатора відновлює два різні оксиди азоту:
4 NO + 4 NH3 + O2 → 4 N2 + 6 H2O та
6 NO2 + 8 NH3 → 7 N2 + 12 H2O
Загальне зниження </br>  за сечовиною тоді:
2 (NH2)2CO + 4 NO + O2 → 4 N2 + 4 H2O + 2 CO2 і
4 (NH2)2CO + 6 NO2 → 7 N2 + 8 H2O + 4 CO2

## Експлуатація в зимовий період
DEF замерзає при −11 °C (12 °F). Щоб система очищення вихлопних газів SCR функціонувала при низьких температурах, достатню кількість замороженого DEF потрібно розтопити за якомога коротший час, бажано за декілька хвилин. Наприклад, вимоги викидів EPA 2010 року вимагають повного потоку охолоджувальної рідини DEF протягом 70 хвилин.
Зазвичай, заморожений DEF топиться під дією тепла від двигуна, наприклад, охолоджувальна рідина двигуна, яка проходить через бак DEF, регульована термостатичним клапаном управління охолоджувальною рідиною. Цей метод може зайняти значний час, перш ніж система очищення вихлопних газів SCR запрацює повністю, часто до години.
Іншим методом розморожування DEF (і, таким чином, забезпечення повноцінної роботи SCR) є інтеграція електричного нагрівача в DEF резервуар. Цей нагрівач повинен бути достатнього розміру, розміщеним та забезпеченим належним чином, щоб швидко розтопити достатню кількість замороженого DEF. Бажано, щоб саморегулювання не перегрівалося, якщо (частина) нагрівача знаходиться поза рідиною. Також бажано, щоб він був саморегулювальним, щоб усунути будь-які складні датчики та системи регулювання температури. Крім того, обігрівач не повинен перевищувати 50—60 °C (122—140 °F), оскільки DEF починає розкладатися приблизно в 60 °C (140 °F). Для цього часто використовують нагрівачі PTC.

## Безпека та зберігання
Розчин сечовини прозорий, нетоксичний і безпечний в обробці. Оскільки сечовина має корозійний вплив на такі метали, як алюміній, DEF зберігається та транспортується у спеціальних контейнерах. Ці контейнери, як правило, виготовляються з нержавіючої сталі. Системи селективного каталітичного відновлення (SCR) та дозатори DEF сконструйовані таким чином, щоб на них не було корозійного впливу сечовини. Рекомендується зберігати DEF у прохолодному, сухому та добре провітрюваному приміщенні, яке не потрапляє під прямі сонячні промені. Насипні обсяги DEF сумісні для зберігання в поліетиленових контейнерах (HDPE, XLPE), армованому склопластиком (FRP) та сталевих резервуарах. DEF також часто обробляється в проміжних контейнерах для сипучих матеріалів для зберігання та транспортування.
Дизельна вихлопна рідина пропонується споживачам у різноманітних кількостях, починаючи від контейнерів для одноразового або багаторазового невеликого використання та закінчуючи балкерами для споживачів, які потребують великої кількості DEF. Починаючи з 2013 року, на декількох зупинках вантажних автомобілів були додані насоси DEF. Вони, як правило, прилягають до паливних насосів, тому водій може заповнити обидва баки, не рухаючи вантажівку.
У Європі все більше АЗС пропонує насоси для AdBlue не тільки для великих комерційних автомобілів, але і для легкових автомобілів.